# Maria Lúcia Fattorelli
Maria Lúcia Fattorelli (Belo Horizonte, 10 de abril de 1956) é auditora-fiscal aposentada da Receita Federal e fundadora da organização Auditoria Cidadã da Dívida. Sua atuação ativista é notória no debate econômico ao criticar a legitimidade da dívida pública nacional, tendo inclusive sido convidada para realizar a auditoria soberana de outros países como Equador e Grécia.
Em 2019, foi agraciada com o Diploma Bertha Lutz, no Senado do Brasil.